# Elezioni comunali in Veneto del 2003
Il 25 e 26 maggio 2003 (con ballottaggio l'8 e 9 giugno) in Veneto si tennero le elezioni per il rinnovo di numerosi consigli comunali.

## Venezia

### Martellago
| Candidati e Liste                            | Voti   | %      | Seggi |
| -------------------------------------------- | ------ | ------ | ----- |
| Giovanni Brunello                            | 7.942  | 65,83  | -     |
| La Margherita                                | 2.889  | 27,22  | 7     |
| Democratici di Sinistra                      | 1.555  | 14,65  | 3     |
| Impegno Comune Insieme per il Nord Est       | 1.510  | 14,23  | 3     |
| Italia dei Valori                            | 436    | 4,11   | 1     |
| Rinnovamento nella Continuità-Lista Bellato  | 372    | 3,51   | -     |
| Settima Onda                                 | 192    | 1,81   | -     |
| Giorgio Biason                               | 3.467  | 28,74  | 1     |
| Forza Italia                                 | 1.197  | 11,28  | 2     |
| Lista Biason per il Sociale                  | 622    | 5,86   | 1     |
| Lega Nord                                    | 621    | 5,85   | 1     |
| Alleanza Nazionale                           | 497    | 4,68   | 1     |
| Unione di Centro                             | 205    | 1,93   | -     |
| Vincenzo Ugliano                             | 542    | 4,49   | -     |
| Rifondazione Comunista-Federazione dei Verdi | 289    | 2,72   | -     |
| Comunisti Italiani                           | 132    | 1,24   | -     |
| Rudi Favaro                                  | 114    | 0,94   | -     |
| Movimento Sociale Fiamma Tricolore           | 96     | 0,90   | -     |
| Totale alle liste                            | 10.613 | 100,00 | 19    |
| TOTALE                                       | 12.065 | 100,00 | 20    |

### Mirano
| Candidati e Liste                               | Voti   | %      | Seggi |
| ----------------------------------------------- | ------ | ------ | ----- |
| Gianni Fardin                                   | 7.848  | 52,14  | -     |
| Democratici di Sinistra                         | 2.479  | 19,73  | 5     |
| La Margherita                                   | 1.504  | 11,97  | 3     |
| Mirano Insieme                                  | 1.119  | 8,91   | 2     |
| Socialisti Democratici Italiani-Città Possibile | 919    | 7,32   | 2     |
| Luigino Simionato                               | 2.475  | 16,44  | 1     |
| Forza Italia                                    | 2.409  | 19,18  | 3     |
| Annamaria Tomaello                              | 1.355  | 9,00   | 1     |
| Unione di Centro                                | 1.231  | 9,80   | 1     |
| Luigi Corò                                      | 1.352  | 8,98   | 1     |
| Alleanza Nazionale                              | 958    | 7,63   | -     |
| Insieme per Mirano                              | 65     | 0,52   | -     |
| Rinnovare Mirano                                | 46     | 0,37   | -     |
| Adalgisa Serpellon                              | 816    | 5,42   | 1     |
| Rifondazione Comunista                          | 750    | 5,97   | -     |
| Filiberto Niero                                 | 610    | 4,05   | -     |
| Lega Nord                                       | 542    | 4,31   | -     |
| Emilio Frasson                                  | 596    | 3,96   | -     |
| Mirano Contro il Passante                       | 540    | 4,30   | -     |
| Totale alle liste                               | 12.562 | 100,00 | 16    |
| TOTALE                                          | 15.052 | 100,00 | 20    |

### San Donà di Piave
| Candidati e Liste                       | Voti   | %      | Seggi |
| --------------------------------------- | ------ | ------ | ----- |
| Francesca Zaccariotto                   | 10.617 | 48,93  | -     |
| Forza Italia                            | 3.654  | 19,30  | 7     |
| Lega Nord                               | 3.046  | 16,09  | 6     |
| Alleanza Nazionale                      | 1.313  | 6,94   | 2     |
| Unione di Centro                        | 930    | 4,91   | 2     |
| Tutti per San Donà                      | 712    | 3,76   | 1     |
| Claudio Scapolan                        | 4.725  | 21,78  | 1     |
| Democratici di Sinistra                 | 2.328  | 12,30  | 3     |
| Socialisti Democratici Italiani         | 916    | 4,84   | 1     |
| Insieme per San Donà                    | 535    | 2,83   | -     |
| Domenico Paolo Contarin                 | 3.284  | 15,14  | 1     |
| La Margherita                           | 1.649  | 8,71   | 2     |
| Federazione dei Verdi                   | 924    | 4,88   | 1     |
| Partito Pensionati                      | 287    | 1,52   | -     |
| Ennio Mazzon                            | 1.318  | 6,07   | 1     |
| Lista Mazzon                            | 1.022  | 5,40   | -     |
| Pietro Nuovo                            | 1.020  | 4,70   | 1     |
| UDEUR-San Donà Solidale-Lista Magnolato | 960    | 5,07   | -     |
| Marina Alfier                           | 733    | 3,38   | 1     |
| Rifondazione Comunista-Verdi San Donà   | 656    | 3,47   | -     |
| Totale alle liste                       | 18.932 | 100,00 | 25    |
| TOTALE                                  | 21.697 | 100,00 | 30    |

## Padova

### Albignasego
| Candidati e Liste                         | Voti   | %      | Seggi |
| ----------------------------------------- | ------ | ------ | ----- |
| Lanfranco Casale                          | 6.406  | 53,45  | -     |
| Forza Italia                              | 2.768  | 26,13  | 7     |
| Alleanza Nazionale                        | 962    | 9,08   | 2     |
| Insieme per Albignasego-Forza Albignasego | 569    | 5,37   | 1     |
| Lega Nord                                 | 445    | 4,20   | 1     |
| Lista per Albignasego                     | 437    | 4,13   | 1     |
| Lista Casale                              | 411    | 3,88   | 1     |
| Unione di Centro                          | 393    | 3,98   | -     |
| Mirco Cecchinato                          | 3.799  | 31,70  | 1     |
| La Margherita                             | 1.462  | 13,80  | 3     |
| Democratici di Sinistra                   | 915    | 8,64   | 2     |
| Anch'Io                                   | 456    | 4,30   | -     |
| Rifondazione Comunista                    | 267    | 2,52   | -     |
| Socialisti Democratici Italiani           | 75     | 0,71   | -     |
| Antonio Rigoni                            | 1.134  | 9,46   | 1     |
| Vita Sport e Cultura                      | 491    | 4,64   | -     |
| Albignasego Indipendente                  | 208    | 1,96   | -     |
| Nuovo PSI-Partito Repubblicano Italiano   | 170    | 1,60   | -     |
| Luigi Ramponi                             | 489    | 4,08   | -     |
| Comitati Riuniti                          | 221    | 2,09   | -     |
| Italia dei Valori                         | 190    | 1,79   | -     |
| Carla Comisso                             | 158    | 1,32   | -     |
| UDEUR-Nuova Albignasego                   | 152    | 1,43   | -     |
| Totale alle liste                         | 10.593 | 100,00 | 18    |
| TOTALE                                    | 11.986 | 100,00 | 20    |

## Treviso

### Treviso
| Candidati e Liste                            | Voti   | %      | Seggi |
| -------------------------------------------- | ------ | ------ | ----- |
| Gian Paolo Gobbo                             | 21.637 | 44,88  | -     |
| Lega Nord                                    | 14.688 | 37,76  | 21    |
| Forza Marca                                  | 2.228  | 5,73   | 3     |
| Maria Luisa Campagner                        | 18.274 | 37,90  | 1     |
| Campagner Sindaco per Treviso                | 4.539  | 11,67  | 4     |
| Democratici di Sinistra                      | 3.805  | 9,78   | 3     |
| La Margherita                                | 3.508  | 9,02   | 3     |
| Treviso Aperta e Civile (PRC-FdV)            | 1.109  | 2,85   | 1     |
| Comunisti Italiani                           | 937    | 2,41   | -     |
| Italia dei Valori                            | 706    | 1,82   | -     |
| Letizia Ortica                               | 5.394  | 11,19  | 1     |
| Forza Italia                                 | 2.714  | 6,98   | 1     |
| Alleanza Nazionale                           | 1.601  | 4,12   | 1     |
| Lista per Treviso Ortica Sindaco             | 546    | 1,40   | -     |
| Arnaldo Compiano                             | 1.570  | 3,26   | 1     |
| Unione dei Democratici Cristiani e di Centro | 1.431  | 3,68   | -     |
| Bruno Cipolla                                | 593    | 1,23   | -     |
| Voltare Pagina                               | 457    | 1,17   | -     |
| Andrea Mescola                               | 345    | 0,72   | -     |
| Il Listone di Treviso                        | 287    | 0,74   | -     |
| Bruno Basso                                  | 274    | 0,57   | -     |
| Fiamma Tricolore                             | 231    | 0,59   | -     |
| Sergio Celin                                 | 129    | 0,27   | -     |
| Forza Nuova                                  | 108    | 0,28   | -     |
| Totale alle liste                            | 38.895 | 100,00 | 37    |
| TOTALE                                       | 48.216 | 100,00 | 40    |

## Verona

### Bussolengo
| Candidati e Liste             | Voti   | %      | Seggi |
| ----------------------------- | ------ | ------ | ----- |
| Alviano Mazzi                 | 1.744  | 17,10  | -     |
| Lega Nord                     | 1.200  | 12,85  | 5     |
| Commercianti e Artigiani      | 358    | 3,84   | 1     |
| Rino Maria Zocca              | 2.985  | 29,27  | 1     |
| Zocca Sindaco                 | 2.058  | 22,05  | 3     |
| Alleanza Nazionale            | 740    | 7,93   | 1     |
| Roberto Brizzi                | 1.584  | 15,53  | 1     |
| Unione di Centro              | 1.192  | 12,77  | 3     |
| Liga Fronte Veneto            | 235    | 2,52   | -     |
| Lucio Motta                   | 1.517  | 14,88  | 1     |
| Patto per Bussolengo          | 1.353  | 14,49  | 1     |
| Stefano Barbi                 | 847    | 8,31   | 1     |
| Volti Nuovi                   | 469    | 5,02   | 1     |
| La Margherita                 | 308    | 3,30   | -     |
| Elio Pesente                  | 600    | 5,88   | 1     |
| Progetto Bussolengo           | 563    | 6,03   | 1     |
| Marco Venturelli              | 440    | 4,31   | -     |
| Sinistra Unita per Bussolengo | 407    | 4,36   | -     |
| Renato Tessari                | 343    | 3,36   | -     |
| Democratici di Sinistra       | 314    | 3,36   | -     |
| Marco Dal Fior                | 138    | 1,35   | -     |
| Bussolengo che Vorrei         | 138    | 1,48   | -     |
| Totale alle liste             | 9.335  | 100,00 | 15    |
| TOTALE                        | 10.198 | 100,00 | 20    |

## Vicenza

### Vicenza
| Candidati e Liste                            | Voti   | %      | Seggi |
| -------------------------------------------- | ------ | ------ | ----- |
| Enrico Hüllweck                              | 26.516 | 43,25  | -     |
| Forza Italia                                 | 13.483 | 26,16  | 13    |
| Alleanza Nazionale                           | 5.949  | 11,54  | 5     |
| Unione dei Democratici Cristiani e di Centro | 1.955  | 3,79   | 1     |
| Città Nostra                                 | 975    | 1,89   | -     |
| Vincenzo Riboni                              | 20.537 | 33,50  | 1     |
| Democratici di Sinistra                      | 5.997  | 11,64  | 6     |
| la Margherita                                | 4.856  | 9,42   | 4     |
| Federazione dei Verdi                        | 1.321  | 2,56   | 1     |
| Rifondazione Comunista                       | 1.266  | 2,46   | 1     |
| Italia dei Valori                            | 948    | 1,84   | -     |
| Comunisti Italiani                           | 901    | 1,75   | -     |
| Udeur                                        | 775    | 1,50   | -     |
| Socialisti Democratici Italiani              | 629    | 1,22   | -     |
| Stefano Stefani                              | 5.907  | 9,63   | 1     |
| Lega Nord                                    | 5.312  | 10,31  | 4     |
| Giovanni Giuliari                            | 4.665  | 7,61   | 1     |
| Vicenza Capoluogo Lista Giuliari             | 3.847  | 7,46   | 2     |
| Federico Formisano                           | 1.370  | 2,23   | -     |
| Viviamo Vicenza                              | 1.263  | 2,45   | -     |
| Silvano Giometto                             | 639    | 1,04   | -     |
| No Privilegi Politici                        | 527    | 1,02   | -     |
| Franca Mattiello                             | 572    | 0,93   | -     |
| Nuovo PSI                                    | 532    | 1,03   | -     |
| Giancarlo Morando                            | 461    | 0,75   | -     |
| Liga Fronte Veneto                           | 431    | 0,84   | -     |
| Luigi Costa                                  | 416    | 0,68   | -     |
| Partito Repubblicano Italiano                | 354    | 0,69   | -     |
| Enzo Trentin                                 | 230    | 0,38   | -     |
| Diritti dei Cittadini                        | 216    | 0,42   | -     |
| Totale alle liste                            | 51.537 | 100,00 | 37    |
| TOTALE                                       | 61.313 | 100,00 | 40    |